# 세븐틴 (잡지)
세븐틴(Seventeen)은 뉴욕에 본사를 둔 미국의 격월간 십대 잡지이다. 이 잡지는 13세에서 19세 사이의 여성 인구를 대상으로 하며 허스트 매거진이 소유하고 있다. 1944년에 설립된 이 잡지는 원래 십대 소녀들이 모범 노동자와 시민이 되도록 영감을 주는 것을 목표로 했다. 그러나 곧 젊은 여성들에 대한 자신감의 중요성을 여전히 강조하면서 패션과 로맨스 중심의 접근법으로 초점을 옮겼다. 주요 주제와 함께 세븐틴은 또한 유명인사들에 대한 최신 뉴스를 보도한다.